# Na Kyung-won

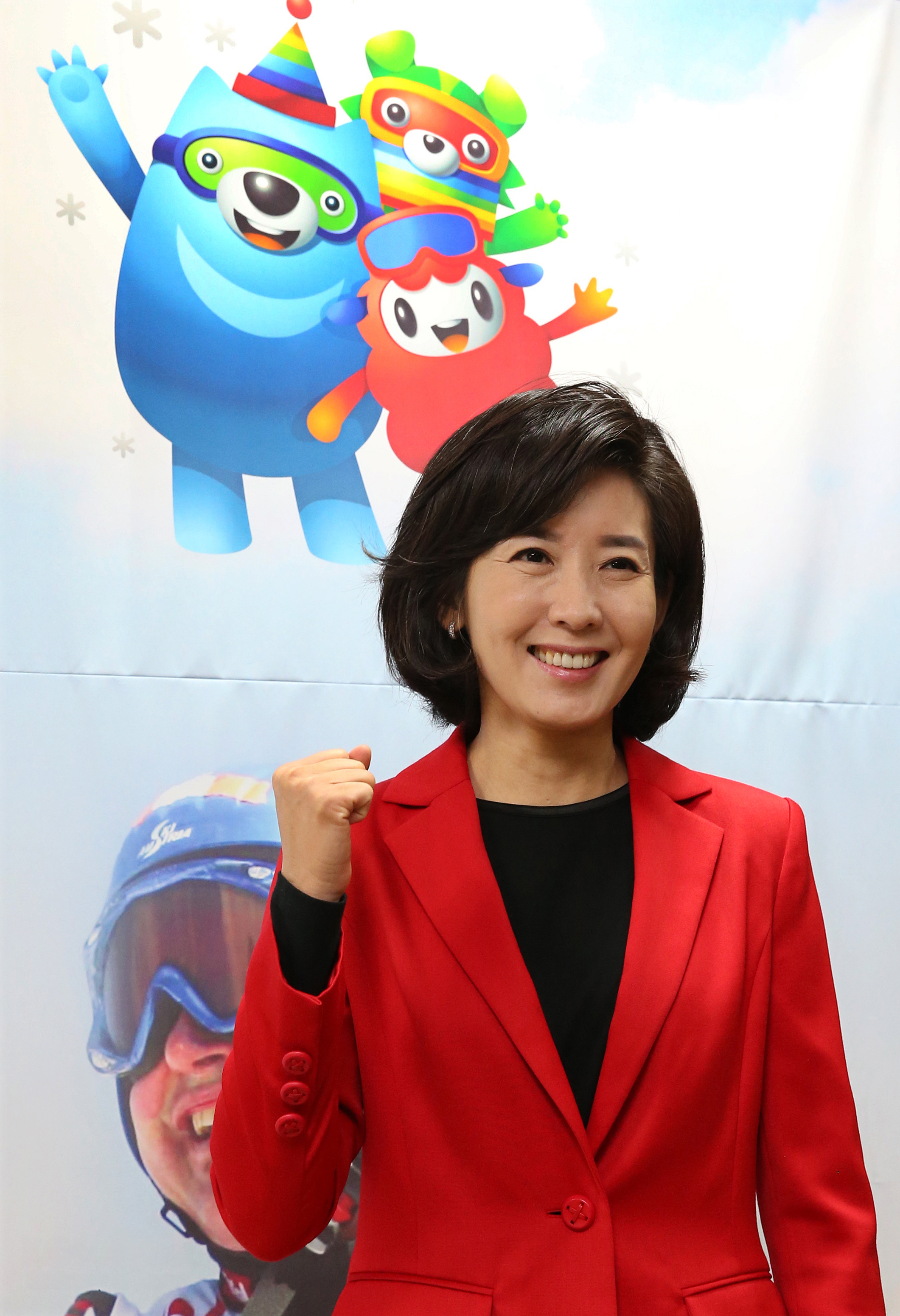
Na Kyung-won (2013)

Na Kyung-won (en coréen 나경원), née à Séoul le 6 décembre 1963 est une juge sud-coréenne devenue femme politique. Elle est membre du parti conservateur United Future Party, qui est le principal parti d'opposition, anciennement appelé Parti de la liberté de Corée, Parti de la liberté de Corée et Parti Saenuri. Elle est membre du Congrès pour quatre mandats et a été la première femme à diriger le parti Liberty Korea, de décembre 2018 à décembre 2019.

## Première vie et éducation
Na Kyung-won est née le 6 décembre 1963 à Séoul, en Corée du Sud . Elle est diplômée de l'Université nationale de Séoul avec un baccalauréat universitaire ainsi qu'une maîtrise et un doctorat en droit.

## Carrière
En 1995, Na Kyung-won est devenue une juge travaillant pour  les tribunaux administratifs de Corée du Sud. Elle a commencé sa carrière politique en tant qu'assistante spéciale pour les affaires féminines sous Lee Hoi-chang en 2002 lors de l'élection présidentielle,. Elle était l'une des deux candidates à l'élection partielle du maire de Séoul d'octobre 2011 après que Oh Se-hoon a démissionné de son poste de maire, mais a perdu l'élection face à Park Won-soon.
Na Kyung-won ne s'est pas présentée aux élections législatives de 2012 en raison d'allégations selon lesquelles son mari Kim Jae-ho avait été impliqué dans un accord clandestin avec un procureur du bureau du procureur suprême. Elle s'est par la suite présentée comme candidate pour Dongjak-gu B lors d' une élection partielle de juillet 2014 et a revendiqué la victoire contre Roh Hoe-chan du Parti de la justice, par une différence de 929 voix.
En dehors de sa carrière politique, Na Kyung-won a commencé à travailler dans le sport pour la Corée du Sud en 2005. Elle est devenue présidente de Special Olympics Korea en 2005 et de l'Association coréenne de rugby en fauteuil roulant en 2006. En 2009, Na Kyung-won a été sélectionnée au Comité paralympique coréen (KPC) et élue vice-présidente du KPC en 2013. Toujours en 2013, elle a été nommée au Comité international paralympique et réélue en 2017.
En décembre 2018, Na Kyung-won a été élue responsable du parti d'opposition à l'Assemblée nationale. Elle est la première femme sud-coréenne à occuper ce poste. En février 2019, elle a averti que si les États-Unis ne pouvaient pas parvenir à la dénucléarisation de la Corée du Nord, alors Séoul ordonnerait probablement plus d'armes nucléaires pour rejoindre son homologue nordique.
Elle a perdu son siège de Dongjak B au profit de Lee Soo-jin (en) aux élections législatives de 2020.

## Controverses
Le 15 avril 2019, lors d'une manifestation, des étudiants progressistes ont occupé le bureau de Na Kyung-won.
En septembre 2019, les médias locaux ont rapporté que le fils de Na Kyung-won aurait bénéficié d'un traitement préférentiel au lycée après avoir été répertorié comme le premier auteur dans le résumé de recherche d'un article. Le document a ensuite été présenté lors d'une conférence sur l'ingénierie médicale à l'université nationale de Séoul. Na Kyng-won a déclaré qu'elle trouvait les allégations « regrettables » et que son fils « avait mené les expériences lui-même et avait écrit à ce sujet ».